# Wentworth (Dakota Południowa)
Wentworth – wieś w Stanach Zjednoczonych, w stanie Dakota Południowa, w hrabstwie Dewey.